# Solent Thrashers 2017
Questa voce raccoglie le informazioni riguardanti i Solent Thrashers nelle competizioni ufficiali della stagione 2017.

## BAFA NL Division One 2017

### Stagione regolare
| 23 aprile 2017 3ª giornata | Solent Thrashers | 0 – 23 | Sussex Thunder |  |

| 30 aprile 2017 4ª giornata | Solent Thrashers | 19 – 27 | Ouse Valley Eagles |  |

| 7 maggio 2017 5ª giornata | Solent Thrashers | 20 – 0 | South Wales Warriors |  |

| 21 maggio 2017 7ª giornata | Ouse Valley Eagles | 22 – 42 | Solent Thrashers |  |

| 11 giugno 2017 9ª giornata | Oxford Saints | 33 – 14 | Solent Thrashers |  |

| 18 giugno 2017 10ª giornata | Solent Thrashers | 15 – 8 | South Wales Warriors |  |

| 25 giugno 2017 11ª giornata | Ouse Valley Eagles | 14 – 24 | Solent Thrashers |  |

| 2 luglio 2017 12ª giornata | Sussex Thunder | 35 – 9 | Solent Thrashers |  |

| 23 luglio 2017 15ª giornata | Solent Thrashers | 40 – 21 | Oxford Saints |  |

| 30 luglio 2017 16ª giornata | South Wales Warriors | 16 – 41 | Solent Thrashers |  |

### Playoff
| 6 agosto 2017 Quarti di finale | London Olympians | 55 – 29 | Solent Thrashers |  |

## Statistiche di squadra
| Competizione      | %Vittorie | In casa | In casa | In casa | In casa | In casa | In casa | In trasferta | In trasferta | In trasferta | In trasferta | In trasferta | In trasferta | Totale | Totale | Totale | Totale | Totale | Totale |
| Competizione      | %Vittorie | G       | V       | N       | P       | Pf      | Ps      | G            | V            | N            | P            | Pf           | Ps           | G      | V      | N      | P      | Pf     | Ps     |
| ----------------- | --------- | ------- | ------- | ------- | ------- | ------- | ------- | ------------ | ------------ | ------------ | ------------ | ------------ | ------------ | ------ | ------ | ------ | ------ | ------ | ------ |
| Stagione regolare | .600      | 5       | 3       | 0       | 2       | 94      | 79      | 5            | 3            | 0            | 2            | 130          | 120          | 10     | 6      | 0      | 4      | 224    | 199    |
| Playoff           | .000      | 0       | 0       | 0       | 0       | 0       | 0       | 1            | 0            | 0            | 1            | 55           | 29           | 1      | 0      | 0      | 1      | 55     | 29     |
| Totale            | .545      | 5       | 3       | 0       | 2       | 94      | 79      | 6            | 3            | 0            | 3            | 185          | 149          | 11     | 6      | 0      | 5      | 279    | 228    |